# Amalfia latipennis
Amalfia latipennis är en insektsart som först beskrevs av Walker 1851.  Amalfia latipennis ingår i släktet Amalfia och familjen dvärgstritar. Inga underarter finns listade i Catalogue of Life.